# Episodi di Moby Dick e il segreto di Mu
Questa è la lista degli episodi di Moby Dick e il segreto di Mu. La serie è stata trasmessa per la prima volta in Francia sul canale televisivo TF1 dal 16 aprile 2005. In Italia gli episodi sono stati trasmessi su Rai Gulp nella stessa data
| nº | Titolo originale              | Titolo italiano                 | Data Francia   | Data Italia |
| -- | ----------------------------- | ------------------------------- | -------------- | ----------- |
| 1  | L'Enfant mémoire              | Il Custode della Memoria        | 16 aprile 2005 |             |
| 2  | Le Sourire de la pieuvre      | La principessa piovra           | 16 aprile 2005 |             |
| 3  | Cœur de glace                 | La pietra nei ghiacci           | 16 aprile 2005 |             |
| 4  | Le Torii englouti             | I quattro elementi              | 16 aprile 2005 |             |
| 5  | La Cité perdue                | La città perduta                | 16 aprile 2005 |             |
| 6  | La Porte de fumée             | La porta di fumo                | 16 aprile 2005 |             |
| 7  | Les Piliers de la sagesse     | La forza della saggezza         | 16 aprile 2005 |             |
| 8  | L'Île des brumes mystérieuses | L'isola dalla misteriosa nebbia | 16 aprile 2005 |             |
| 9  | Le Pas résolu de la tortue    | La tartaruga                    | 16 aprile 2005 |             |
| 10 | Médusa                        | Medusa                          | 16 aprile 2005 |             |
| 11 | La Fureur de l'iguane         | La furia dell'iguana            | 16 aprile 2005 |             |
| 12 | Le Maître des vents           | Il padrone dei venti            | 16 aprile 2005 |             |
| 13 | Le Temple égyptien            | Il tempio egiziano              | 16 aprile 2005 |             |
| 14 | Le Serpent à plumes           | Il magico regno degli Aztechi   | 16 aprile 2005 |             |
| 15 | La Tour des 1000 peurs        | La torre delle mille paure      | 16 aprile 2005 |             |
| 16 | Le Jardin extraordinaire      | Il giardino fantastico          | 16 aprile 2005 |             |
| 17 | Rêve de corail                | Il sogno del corallo            | 16 aprile 2005 |             |
| 18 | L'Esprit du maître            | Lo spirito del maestro          | 16 aprile 2005 |             |
| 19 | La Cape d'Ahura               | Il mantello di Ahura Gaza       | 16 aprile 2005 |             |
| 20 | Frères ennemis                | Fratelli nemici                 | 16 aprile 2005 |             |
| 21 | Le Gouffre aux chimères       | Fratelli gemelli                | 16 aprile 2005 |             |
| 22 | La Leçon                      | Una buona lezione               | 16 aprile 2005 |             |
| 23 | La Prison de nacre            | La prigione di perla            | 16 aprile 2005 |             |
| 24 | Le Rocher aux illusions       | Lo scoglio delle illusioni      | 16 aprile 2005 |             |
| 25 | Menaces                       | Nuovi pericoli                  | 16 aprile 2005 |             |
| 26 | Le Grand Héritage             | La grande eredità               | 16 aprile 2005 |             |